# 一式砲戦車
一式七糎半自走砲 ホニI （いっしきななさんちはんじそうほう ホニI）は、第二次世界大戦時の大日本帝国陸軍の自走砲である。大戦後期になると対戦車自走砲として使用された。
一般的には一式砲戦車と呼ばれるが、これは戦車部隊独自の呼称であり、本車が開発段階に於いて機甲兵が使用する砲戦車として運用する構想の名残である。正式的には「一式自走砲(一式七糎半自走砲)」であり、あくまで砲兵が掌握する装備であった。

## 開発
ホニI（ホニI車）は、1939年（昭和14年）12月から研究が開始された。1941年（昭和16年）5月に試製砲が完成し、6月には試作車も完成する。その後、運行試験が開始され10月に陸軍野戦砲兵学校で実用試験を実施し、試製一式七糎半自走砲として仮制式化された。しかし、その後も自走砲としても砲戦車としても制式化されることはなく、その立場をどこか曖昧にしたまま、1942年（昭和17年）頃から事実上の砲兵隊の「自走砲」として量産が開始された。

### 運用構想の変遷
ホニⅠは開発初期に「砲戦車」と呼称されている。砲戦車と自走式野砲の双方をにらみつつの開発だったと思われ、実際に二式砲戦車の前身である試製一式砲戦車ホイ(以下ホイ車)との比較が行われている。これは1940年(昭和15年)頃より、戦車及び砲戦車の搭載砲には対戦車戦闘にも向いた野砲級にするべきであるという意見が出始めており、山砲を改造した低初速砲の搭載するホイ車には否定的な見解を示していたためである。
1941年(昭和16年)当時、野砲級の火砲を搭載した車両はホニⅠ車だけであり、戦車学校は野砲兵の装備として開発が進められていたこの車両をホイ車に代わる「試製一式砲戦車」としての適性を見出し、本格的な砲戦車が登場するまでの代用砲戦車として注目するようになる。その際に戦車学校側は、直接照準器を搭載し密閉式の戦闘室に改めるなどの改造案を要望した。
しかし、砲戦車としてのホニの採用は見送られており、当然この改良案も採用されなかったが、後に三式砲戦車で一部が実現している。
その後、ホニⅠ車は野戦砲兵学校による突撃砲構想を経て、昭和17年から機甲師団用の機動砲兵として配備が進められることとなる。さらに昭和19年頃になると野砲を搭載したホニⅠ車から15cm榴弾砲を搭載した四式十五糎自走砲 ホロに至るまでの自走砲は対戦車戦闘が第一任務となった。その中でホニⅠ車の運用法は、その性能所元を鑑みれば陸軍戦車学校が想定した砲戦車の運用法に似ており、このためホニⅠ車が配備された戦車連隊ではホニⅠ車を「砲戦車」同じく連隊に配備された一式十糎自走砲を「自走砲」と呼び分けた例も存在する。しかし、自走砲部隊への人員供給は野戦砲兵学校が中心に行っていたため、砲兵側からすればホニⅠ車は紛れもない自走砲(砲兵管轄)であり、ホニⅠ車の扱いと立場は最後まで曖昧だった。

### 構造
車体は九七式中戦車 チハ（チハ車）を、主砲には九〇式野砲（口径75mm）の台車部分をはずしたものを搭載した。九〇式野砲は当時の野砲の中では比較的初速が速く、対戦車砲としても遜色のない性能であったため、のちの三式砲戦車 ホニIII（ホニIII車）・三式中戦車 チヌ（チヌ車）にも改修版の三式七糎半戦車砲II型が採用されている。本車への車載にあたり砲口制退器が廃止され、尾栓形状を小型化し後座長を短縮する改良がなされ、砲口補強リングが取り付けられた。後座長は車載にあたり原型の九〇式野砲から300mm短縮され680mmとなり、高低射界は-15度～+25度、方向射界は前方に22度あった。（砲身下部に配置されている駐退複座器は装甲の覆いで保護されている。）車体前面に装備されていた九七式車載重機関銃は廃止されている。
自走砲でありながらも、防盾前面（既存25mm）に25mmおよび車体前面（既存25mm）に16mmの増加装甲を施し、最大50mmと数字上は九七式中戦車より厚い装甲を備えているが、これはホニⅠの試作が完成した1941年(昭和16年)に、野戦砲兵学校に送られその運用が研究された結果、今後予定されていた南方侵攻作戦において歩兵直協の突撃砲として使用する構想があったからだと言われている。また、砲側面は12mmの装甲で囲い戦闘室を形成した。同時期各国の自走砲の例に漏れず、戦闘室の上部構造物はオープントップ式で上面と背面の装甲は無い。
本車の姉妹車輛として、主砲に軽榴弾砲である九一式十糎榴弾砲を装備する一式十糎自走砲 ホニII（ホニ II車）がある。

## 装甲貫徹能力
装甲貫徹能力の数値は射撃対象の装甲板や実施した年代など試験条件により異なるが、通常の一式徹甲弾（徹甲榴弾相当）を使用した場合は射距離1,000m/約70mm、500m/約80mm、タングステン・クロム鋼弾の「特甲」を使用した場合は1,000m/約85mm、500m/約100mmであった。一式徹甲弾は希少金属の配給上の問題により、クロム1%・モリブデン0.2%・他少量のニッケルを含有した高炭素鋼を使用したアメリカ陸軍の徹甲弾と異なり、炭素0.5～0.75%を含む鋼を搾出して成形・蛋形へ加工後に熱処理で硬化して炸薬を充填した物を用いていた。
また、1945年（昭和20年）8月のアメリカ旧陸軍省の情報資料においては、鹵獲した九〇式野砲の装甲貫徹能力の数値は一式徹甲弾を使用し、衝撃角度90度で命中した場合は射距離1,500yd（約1371.6m）/2.4in(約61mm)、1,000yd（約914.4m）/2.8in（約71mm）、750yd（約685.8m）/3.0in（約76mm）、500yd（約457.2m）/3.3in（約84mm）、250yd（約228.6m）/2.4in（約89mm）となっている。。

## 運用
自走砲部隊の編成内訳は、ホニIの場合、自走砲1門につき弾薬車を牽引する全装軌式装甲兵車1輌が随伴して、これを自走砲1個分隊とした。
弾薬は弾薬車だけでなく、装甲兵車自体にも弾薬が搭載されており、自走砲の車内弾薬を含めて、自走砲分隊の携行する弾薬は150発である。
細かな人員内訳としては、自走砲側に分隊長が1名、操縦手1名、砲手が3名、無線手1名である。この無線手は車内弾薬砲手と兼任していた。弾薬車には弾薬車長1名、操縦手1名、予備操縦手を兼任する助手が1名、砲手4名となっていた。4-6個分隊で1個中隊となった。砲の操作員はの多くは野戦砲兵だったが、一部は戦車部隊から選出された。
砲列布陣にあたっては、被牽引の弾薬車と2名の砲手が砲側に残り車外弾薬の準備を行った。自走砲は牽引砲とは異なり、陣地進入は一斉に行い牽引砲のように砲車位置を指示されることはないため、分隊長には砲車位置および首位の方向を判断し、迅速な布陣の完了が求められた。布陣後は自走砲のエンジンの騒音で指揮を妨害される恐れがあったため、基本的に砲撃を行う際にはエンジンを停止させることになっていた。
弾薬は車内の弾薬から使用し終えてから、弾薬車の弾薬を使用した。中隊長・指揮小隊長は装甲兵車から無線で指示を行ったが、本来は装甲観測車を使用する計画だった。

## 実戦
1941年に制式化されたものの、生産能力不足から1942年（昭和17年）に量産が開始された。ホニIとホニIIと合わせて138門（資料によって124門、または55門）が生産された。ホニⅠ単体の総生産数は50門以上と推定されている。生産は日立製作所である。
1944年（昭和19年）11月8日、フィリピン防衛戦のため、陸軍大臣は戦車第四師団から、自走砲大隊要員（資材）を南方軍に転属するよう伝達し、独立自走砲大隊が編成された。同大隊編成基準は本部と四個中隊で、二個中隊はホニIを各四門、二個中隊はホニIIを各四門編成であった。
自走砲大隊は日本海軍の軽巡洋艦「八十島」と、二等輸送艦3隻に分乗し、11月13日に佐世保を出発した。
11月25日、ルソン島サンタクルーズ湾で第38任務部隊の正規空母などから飛来した艦上機に襲撃され、同湾にいた重巡「熊野」や警戒艦「長運丸」と共に、全隻撃沈された。輸送艦と共に自走砲は全て海没し、輸送艦3隻に乗艦していた人員は全滅、旗艦乗艦中の隊員も生存者は少数で、合計20名余であった。車輌と装備を失った隊員は、マニラ方面の戦いで歩兵として扱われた。
これとは別に本車（ホニI）4両が戦車第2師団の機動砲兵第2連隊の第1大隊第2中隊に配備されていた。機動砲兵第2連隊は10月上旬にルソン島サンフェルナンドへ進出できた。機動砲兵第2連隊は弾薬機材など戦力を有したまま、アメリカ軍と交戦している。のちにサラクサク峠の戦いに投入され（#フィリピン防衛戦）、この際にアメリカ軍に鹵獲された車輌が現在もアバディーン実験場に展示されている。
他にビルマ戦線の戦車第14連隊などでも使用されたが、いずれもごく少数である。また、中国大陸の戦車師団に少数が配備されたとも言われている。

### フィリピン防衛戦
1945年（昭和20年）1月8日、アメリカ軍はフィリピンのルソン島リンガエン湾に上陸した。戦車第2師団の機動砲兵第2連隊に配備された4門のホニIは、この上陸してきた米軍を迎撃した。
ウミガン、ルパオで迎撃に当たった本車は、あらかじめ各所に戦車壕を掘ってその中に待機、砲のみを出した上で敵を引きつけた。米軍は戦車を前面に配置したうえで歩兵とともに前進、これを日本軍は歩兵を主体として防戦したものの、戦力の差は激しく後退を強いられた。歩兵部隊は自走砲より後方へ下がることも多かった。ホニIは壕の中で待機し、十分に敵を引きつけたうえで連続射撃を開始した。突如として砲撃を受けた米軍にとり、本車の位置を特定して素早く反撃するのは難しく、この隙にホニIは次の壕へと素早く移動した。引きつける段階で位置が暴露されれば撃破はまぬがれないが、ノモンハン戦生き残りの優秀な部隊・幹部による遮蔽・擬装は完璧であった。米軍の装備していたM4中戦車に対しても待ち伏せ攻撃を加え、射距離500m程度から正面装甲を貫徹し撃破している。こうして機動砲兵第2連隊のホニI4門は米軍の反撃を回避し、連日数百発の砲撃を加えて損害を与え戦闘を続けた。
機動砲兵第2連隊でホニIに搭乗していた朝井博一は、「この移動トーチカ作戦で、米軍戦車や兵員輸送の六輪トラックを数多く破壊し、多大の戦果をあげることができた。兵員輸送のトラックに榴弾が命中し、その瞬間、米兵たちが空に飛ぶのを見ると、つい喝采を叫んでいたが、敵とはいえ尊い人命が散華していたことに気付かなかった」と記している。
しかし、サンマヌエル、ムニオス、サンイシドロで繰り広げられた戦闘により、戦車第6、第7、第10連隊を基幹とする戦車第2師団主力は1月中には壊滅状態となった。戦車部隊の壊滅を受けて機動砲兵第2連隊のホニI4門はサンタフェへ後退した。ここでの機動砲兵第2連隊はイムガン峠に壕を設営し、日没後にイムガン峠の射撃陣地へ進出すると、そこからサラクサク峠に展開する米軍を砲撃、払暁にサンタフェへ後退する戦術をとった。イムガン峠の道が米軍の砲撃により破壊されると、機動砲兵第2連隊はアリタオの密林に陣を設営、サンタフェに射撃陣地を構築し夜間砲撃を行った。この砲撃を阻止するために、米軍は戦爆各1個連隊級の航空機を投入、連日捜索に当たったが発見することはできなかった。機動砲兵第2連隊が夜間に後方陣地へ後退していたためである。また移動に際し4門のホニIは樹枝を牽引、履帯の走行痕跡を隠した。戦後米軍はこの運用を賞賛している。
3月31日の制圧射撃では15cm榴弾砲3門、機動九〇式野砲2門、ホニI4門が参加、一千発の砲弾を撃ち込んだ。この砲撃と歩兵の夜襲によって、米軍第32師団はサラクサク峠前面の天王山から退却を余儀なくされた。
寡兵で戦闘を続けていた戦車第2師団であるが、4月18日に陣地偵察を行っていた松岡連隊長が負傷、後に戦死。25日には寺尾大隊長が戦死した。さらに26日、ボネに配置されていたホニI2門が敵機に発見された。砲爆撃を受けて渡辺中隊長ほか数十名が戦死、横穴壕が崩され、1門が埋没した
残余のホニIは戦車撃滅隊に配属された。5月28日、大隊副官を務める小牧少尉以下の2門はアリタオ付近で砲爆撃を受け、大破炎上した。天城大尉の指揮する最後のホニIは6月3日、バンバン南方にあるジャンクションで撃破された。機動砲兵第2連隊は、敵の圧倒的優勢と制空権の喪失という状況下において6カ月間、戦闘を継続した。連隊は1,279名から構成されていた。うち戦死1,087名、生還は192名、損耗率は約85%である。

## その他

### 名称表記について
ホニIは戦車部隊に配備されれば「一式砲戦車」と呼ばれ、砲兵部隊に配備された場合は「一式七糎半自走砲」とよばれたといわれる。
ただし、軍需動員関係の資料では『一式七.五糎自走砲』という表記が用いられており、戦車や自走砲などの軍用車両の開発を担当した第四陸軍技術研究所関連の資料には『試製一式七糎半自走砲』という呼称が使用されている。また、合衆国爆撃調査団が作成した、三菱重工業の兵器量産の実績に関する資料では『一式七糎半自造砲』という表記もみられる。

## 現存車輌
アメリカ陸軍兵器博物館にフィリピンで鹵獲された唯一現存するホニIが野外展示されている。

## 登場作品

### 模型
タミヤ『1/35 日本陸軍 一式砲戦車（人形2体付き）』
プラスチックモデル。1/35 ミリタリーミニチュアシリーズ No.95、1977年発売。
タミヤ『1/35 日本陸軍 一式砲戦車（人形6体付き）』
プラスチックモデル。1/35 ミリタリーミニチュアシリーズ No.331、2013年発売。
フジミ『1/76 日本陸軍 一式砲戦車 ホニ（2両セット）』
プラスチックモデル。のちに『日本陸軍 一式砲戦車 ホニ（2両セット）特別仕様 (日本陸軍歩兵付き）』も販売。

### ゲーム
『War Thunder』
日本陸軍ツリーの砲戦車として「一式砲戦車」の名称で登場。
『艦隊これくしょん -艦これ-』
「特大発動艇」に搭載された形として、「特大発動艇＋一式砲戦車」の名称で登場。